# Château de Rolle
Pour les articles homonymes, voir Rolle.
Le château de Rolle est un château médiéval situé à Rolle, en Suisse.

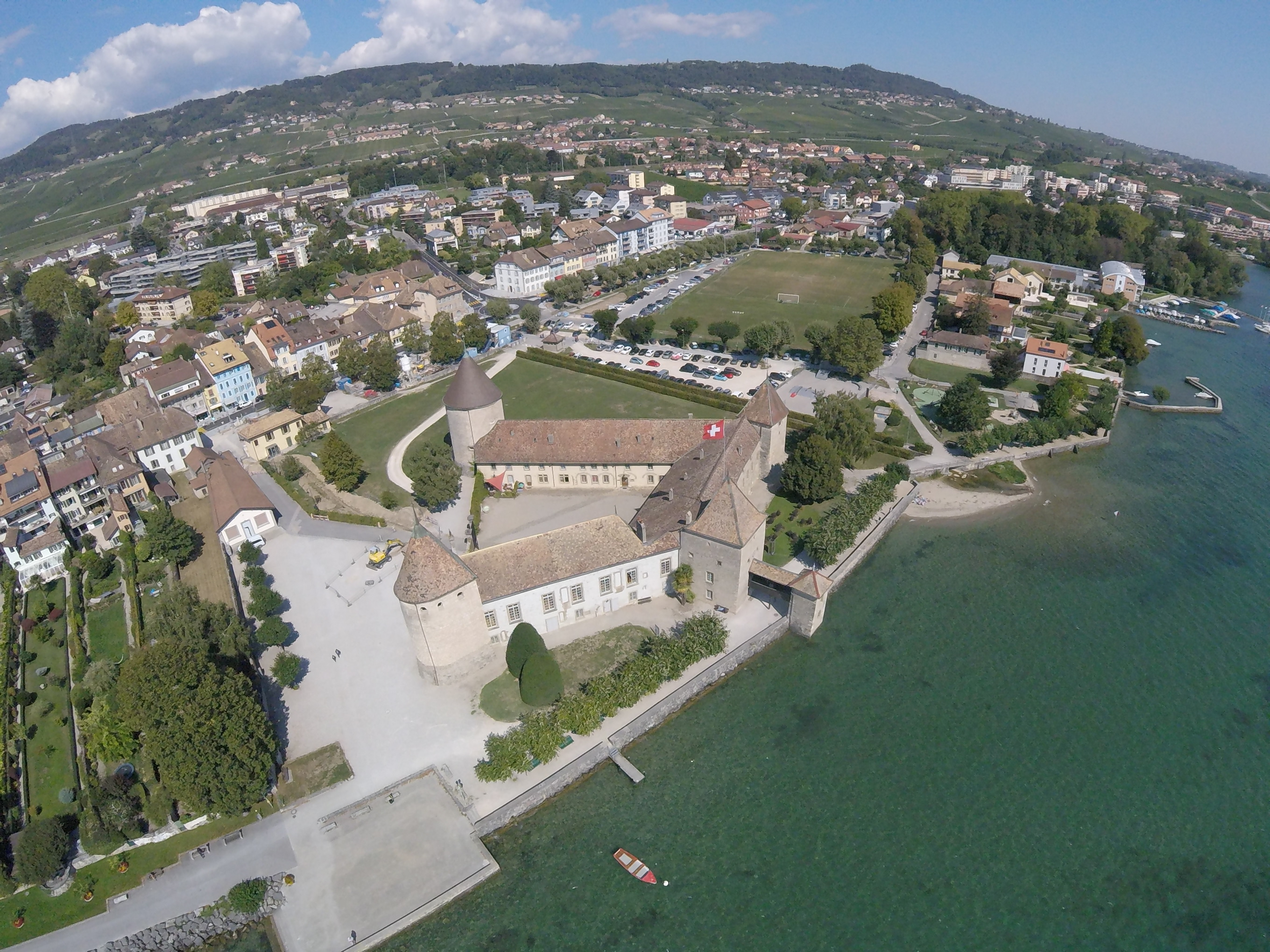
Château de Rolle, vue aérienne

## Histoire
Dès 1261, le chevalier Ebal II, confident du roi d'Angleterre Henri III, et son neveu Ebal III, seigneurs de Mont-le-Grand (Mont-sur-Rolle), envisagent la fondation d'une ville neuve à Rolle, mais le château n'est alors encore qu'un projet. Des analyses dendrochronologiques attestent toutefois que le chantier du novum castrum est en cours en 1264, sous la direction sans doute de Jean Mésot, magister ingeniorum du roi d’Angleterre, qui travaille alors justement en Suisse romande à la fortification de diverses possessions du comte Pierre II de Savoie.
Le château de Rolle a pu être élevé pour Aymon de Sallenove, parent par alliance des seigneurs de(s) Mont(s). La forteresse est assujettie entre 1291 au comte Amédée V de Savoie († 1323). Aymon obtient l'inféodation par le comte entre 1291 et 1295 ; puis Jean de Grilly († v. 1303), membre influent du clan savoyard à la cour d’Angleterre en devient ensuite le propriétaire immédiat. L'existence de ce clan venait de la belle-mère d'Henri III, Béatrice de Savoie, fille du comte Thomas et sœur, entre autres, de Pierre II, le Petit Charlemagne, qui fonda le Savoie à Londres.
L'accord du 7 décembre 1294 entre le comte Amédée V et son frère cadet Louis Ier de Savoie († v. 1303), assure à ce dernier la baronnie de Vaud avec Nyon, mais le comte déclare conserver la suzeraineté sur le château de Rolle, ce qui bien sûr ne fait pas les affaires de Louis. Son fils Louis II de Vaud († v. 1349) renonce le 12 septembre 1314 aux prétentions des Savoie-Vaud quant à la suzeraineté sur Rolle, mais s'en voit enfin gratifié le 27 février 1324 ; Louis II est le fondateur de la ville de Rolle, qualifiée de ville nouvelle, franche et libre dans une charte du 14 septembre 1330, la famille des Monts étant pourvue de la mestralie et du vidomnat (Rolle sous les Savoie-Vaud).
Le 25 septembre 1455, la forteresse passe aux Viry (Amédée III de Viry l'achète à Gaston de Foix-Grailly, captal de Buch, descendant de Jean de Grilly), déjà seigneurs de Mont-le-Vieux (Essertines-sur-Rolle), puis acquéreurs de Coppet en janvier 1484, qui procèdent à d’importantes transformations en abaissant notablement l’ensemble des tours et des murs avec création de nouvelles baies-créneaux garnies de grilles épineuses, et en faisant construire la grosse tour carrée côté lac (fin du XVe siècle - début du XVIe siècle). Érection de Rolle et Mont-le-Vieux en baronnie le 20 novembre 1484, Viry et Coppet l'étant également.
En 1526-1528, le duc de Savoie Charles II rachète le château à Michel de Viry († v. 1544) ; il le renforce d’artillerie, puis le vend en 1530 à Jean-Amédée de Beaufort-Salagine, aussi acquéreur de Coppet dans les années 1540. Mais l’édifice est incendié, en octobre 1530 déjà par les Confédérés dans le cadre d’une expédition contre les Chevaliers de la Cuillère, puis à nouveau en 1536 lors de la conquête du Pays de Vaud par les Bernois. Désormais, l’histoire du château se confond avec celle de la baronnie de Rolle et Mont-le-Vieux. Mais avant 1550, endetté, Jean-Amédée de Beaufort doit céder la possession de Rolle, Mont-le-Vieux et Coppet à son garant et ami Michel de Gruyère, baron d'Aubonne et un court moment acquéreur de Mont-le-Grand, qui lui-même ruiné ne peut garder ses biens, les perdant dans les années 1540/1550.
Entre janvier et juillet 1558, Jean Steiger († février 1582), riche notable bernois, baron de Mont-le-Grand, avoyer de Berne en 1562, acquiert ce domaine, qui reste entre les mains de cette même famille jusqu’à la fin de l’Ancien Régime. Les Steiger gardent Rolle jusqu'à la Révolution vaudoise de 1798 : Sophie-Charlotte Steiger (née en 1739) et son mari Charles-Rodolphe Kirchberger (épousé en 1765 ; conseiller, sénateur et banneret de Berne, bailli de Brandis) furent les derniers barons de Rolle, Mont-le-Vieux et Mont-le-Grand (Charles-Rodolphe est dit † en 1808, mais en fait il reçut le titre de comte de Frédéric-Guillaume III de Prusse, prince de Neuchâtel, le 30 mars 1816) (Rolle sous les Steiger).
Le château subit de très importantes transformations durant le troisième quart du XVIe siècle (reconstruction quasi complète de l’aile sud, création des arcades sur cour, amélioration générale du confort), ainsi qu’en 1588 (charpente). Armoiries de Steiger millésimées 1571, sculptées sur l’entrée du corps de logis oriental. Divers travaux d’aménagement ont encore lieu avant 1658 ; le fossé disparaît avant 1690, remplacé par un jardin et un verger. Côté lac, une tourelle latrine indépendante a été implantée dans l’eau avant 1779. La forteresse est alors devenue un édifice de plaisance et la cour, fermée d’un simple mur, est accessible par un portail en ferronnerie flanqué de deux fontaines ovales (une seule subsiste).
Confisqué à la Révolution, dépouillé de ses droits féodaux (archives brûlées en mai 1802 par les Bourla-Papey), le château est acquis par la commune de Rolle en 1798. Elle y installe l’essentiel de ses activités (siège des autorités, écoles, bibliothèque, salles de justice, hôpital et morgue, prisons [reconstruites en 1833 sous la direction d’Henri Perregaux]). Musée rollois au rez-de-chaussée, de 1912 à la Seconde Guerre mondiale. Classé monument historique 1945 et 1959. En 1974, l’administration communale s’installe à la Grand-Rue 44.

## Description
Le château est implanté au voisinage immédiat du Léman, sur le delta créé par les ruisseaux du Flon et de Famolens. Il était entouré d’un mur d’enceinte et de larges fossés, progressivement comblés par 2–3 m de dépôts alluvionnaires. En 1984, on a retrouvé au pied de la courtine nord des vestiges d’un pont en bois (daté par dendrochronologie de 1264) qui donnait accès à la porte primitive. Le plan de la forteresse, souvent qualifié de losange irrégulier, est en fait symétrique, le tracé de base étant un triangle isocèle perpendiculaire au lac. Cependant, la grande face longeant le rivage est habilement brisée pour former deux pans légèrement obliques, ce qui fait évoluer le plan vers un losange. L’ensemble est de très vastes dimensions : 56 m entre les tours sur les deux grandes faces côté Lausanne et Genève, et 38 m sur les faces obliques côté lac. Ce dispositif est donc plus grand que les autres châteaux du Pays de Vaud, dits « carrés savoyards ». L’édifice est bâti en molasse, tandis que les tours sont en tuf, un calcaire local. La grosse tour – de plan ovale, caractéristique fort rare –, est tournée vers l’amont, d’où venait surtout le danger ; on y observe encore les traces d’immenses archères, fentes très étroites, mais de plus de 4 m de hauteur. Des ouvertures de cette taille sont rarissimes. On en connaît quelques exemples dans le sud de la France. Côté lac, les angles de la forteresse sont défendus par des structures elles aussi très inhabituelles, rectangulaires côté château et semi-circulaires vers l’extérieur. Elles défendaient prioritairement les fossés ainsi que deux digues qui devaient protéger une zone portuaire, celle-ci communiquant avec la forteresse par une poterne dont les traces sont encore visibles. La tour rectangulaire côté lac (fin XVe – début XVIe siècle) a été implantée de manière quelque peu désaxée. Elle fausse donc la perception que l’on a aujourd’hui de l’ensemble. Aujourd’hui, le château, inscrit comme bien culturel suisse d'importance nationale, abrite encore l’appartement du concierge, des salles de réserve pour l’école, la salle du conseil communal, la salle des Chevaliers servant à des réceptions et à des expositions, quelques bureaux et locaux d’utilité générale et le « fonds ancien » ainsi qu'une précieuse bibliothèque historique.
.